# Tête de Ferret
La tête de Ferret est un sommet des Alpes situé sur la frontière entre la Vallée d'Aoste en Italie et le canton du Valais en Suisse, entre les Petit et Grand col Ferret,. Culminant à 2 713 ou 2 714 mètres d'altitude, il est accessible par un sentier via le Grand col Ferret,.

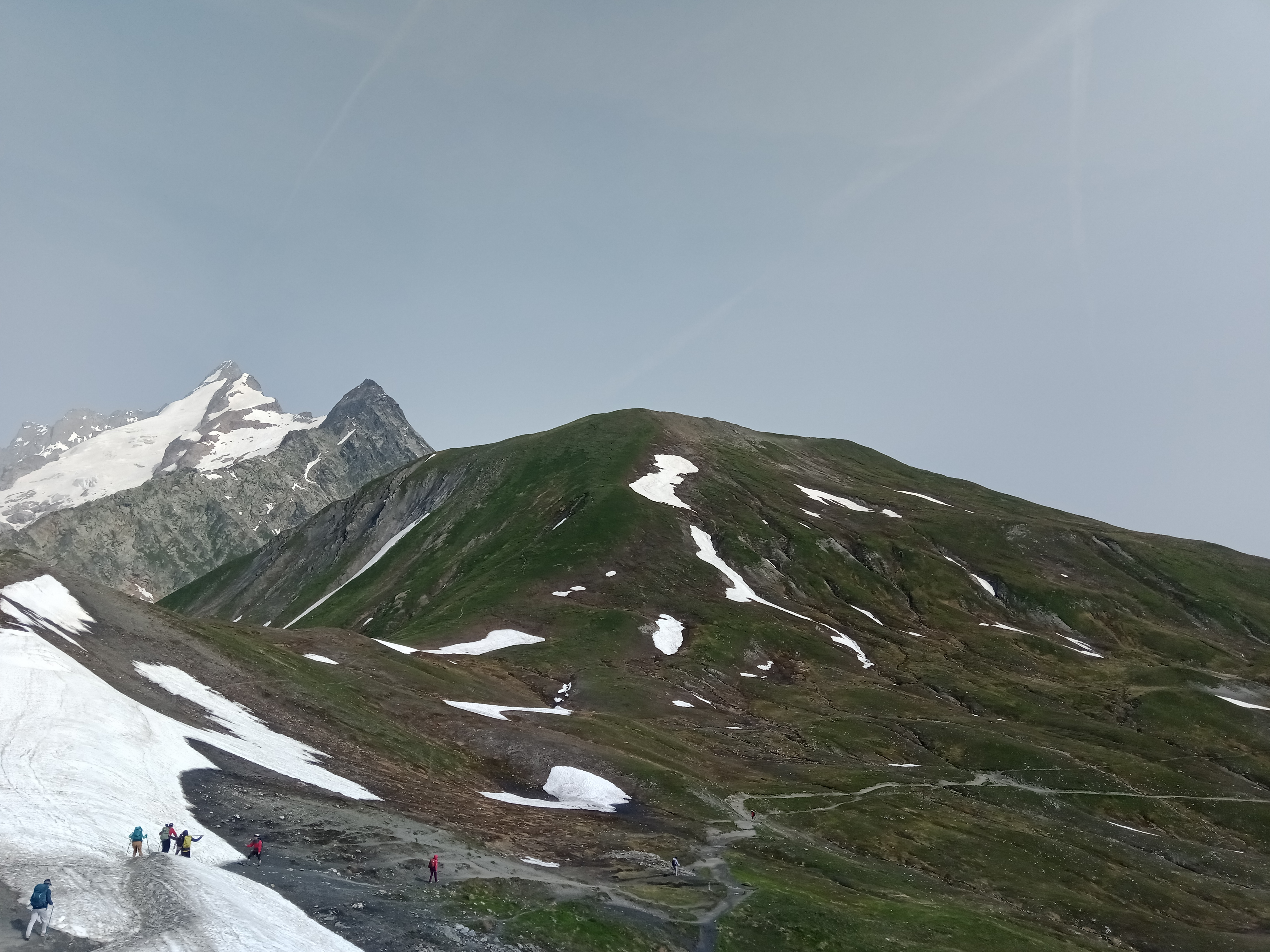
La tête de Ferret vue depuis le Grand col Ferret au sud.

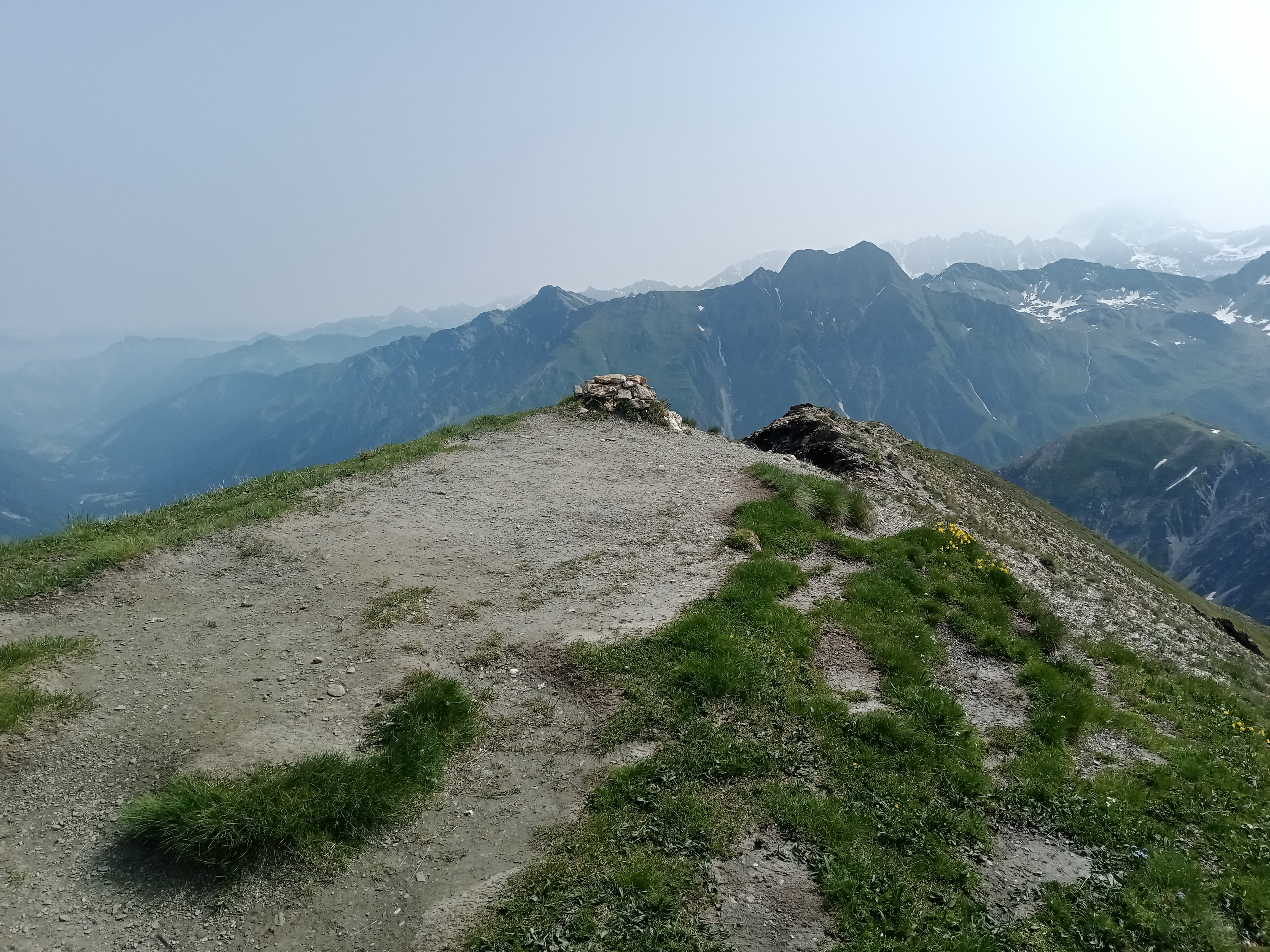
Le sommet de la tête de Ferret marqué d'un cairn sur la frontière avec la Tsavre en arrière-plan.